# IC 1022
IC 1022 est une petite galaxie spirale située dans la constellation de la Vierge. Sa vitesse par rapport au fond diffus cosmologique est de 1 952 ± 17 km/s, ce qui correspond à une distance de Hubble de 28,8 ± 2,0 Mpc (∼93,9 millions d'al). Cette galaxie a été découverte par l'astronome français Stéphane Javelle en 1892.
IC 1022 présente une large raie HI.
À ce jour, quatre mesures non basées sur le décalage vers le rouge (redshift) donnent une distance de 40,125 ± 3,283 Mpc (∼131 millions d'al), ce qui est nettement à l'extérieur des valeurs de la distance de Hubble. Notons que c'est avec la valeur moyenne des mesures indépendantes, lorsqu'elles existent, que la base de données NASA/IPAC calcule le diamètre d'une galaxie et qu'en conséquence le diamètre d'IC 1022 pourrait être d'environ 10,9 kpc (∼35 600 al) si on utilisait la distance de Hubble pour le calculer.

## Groupe de NGC 5746
Selon A. M. Garcia, IC 1022 fait partie du groupe de NGC 5746. Ce groupe de galaxies compte au moins 31 membres dont NGC 5636, NGC 5638, NGC 5658 (=PGC 51957), NGC 5668, NGC 5690, NGC 5692, NGC 5691, NGC 5701, NGC 5705, NGC 5713, NGC 5719, NGC 5725, NGC 5740, NGC 5746, NGC 5750, IC 1024 et IC 1048.
Sur le site « Un Atlas de l'Univers », Richard Powell mentionne aussi le groupe de NGC 5746, mais il n'y figure que 14 galaxies. Six autres galaxies du groupe de NGC 5746 de Garcia se trouvent dans un autre groupe mentionné par Powell, soit le groupe de NGC 5638. Selon Powell, la galaxie NGC 5701 ne fait pas partie d'un groupe de galaxies et les autres galaxies de Garcia, dont IC 1022, ne figurent pas dans celles retenues par celui-ci
Le groupe de NGC 5746 fait partie de l'Amas de la Vierge III, un des amas du superamas de la Vierge.